# Stephanophyllia neglecta
Stephanophyllia neglecta är en korallart som beskrevs av Hilbrand Boschma 1923. Stephanophyllia neglecta ingår i släktet Stephanophyllia och familjen Micrabaciidae. Inga underarter finns listade.